# Alexandru Gromov
Alexandru Gromov (născut Gofman; în rusă Громов Александр Яковлевич; n. 22 aprilie 1925, Ismail, Ismail, România – d. 12 iulie 2011, Chișinău, Republica Moldova) a fost un evreu basarabean, scriitor, traducător, publicist, critic de film și jurnalist sovietic și moldovean. Este considerat inițiator al genului științifico-fantastic în Moldova postbelică.
A fost autor a 20 de cărți de proză și peste 20 de cărți traduse din limbile franceză, italiană și rusă, promotor al limbii române, al valorilor naționale și general-umane, primul redactor al revistei „Intellectus”.

## Biografie
S-a născut în Ismail, în sudul Basarabiei, România interbelică (în prezent în Ucraina), într-o familie de funcționari. A terminat școala primară la Brăila. În anii 1934-1944 își face studiile la Liceul „Sf. Andrei” din București. Aici îl are profesor pe Șerban Cioculescu. În anul 1944 a fost ales secretat al organizației comsomoliste la o uzină metalurgică din Ural. Acolo face primele încercări literare.
După război, revine în Moldova și este angajat în calitate de corespondent la ziarul din Durlești, „suburbia Chișinăului”, unde lucrează până în 1956, continuându-și în același timp studiile la Institutul Pedagogic din Chișinău, pe care îl absolvește în anul 1953. Începând cu anul 1956, devine redactor de literatură artistică pentru copii la editura „Școala sovietică”, apoi, în aceeași funcție, lucrează la Editura de Stat a Moldovei, iar mai tîrziu, la Editura „Cartea Moldovenească”.
Semnează prima sa carte, povestirea științifico-fantastică „Taina Luceafărului” (Тайна утренней зари), în anul 1957, pe care a scris-o în colaborare cu Tadeuș Malinovschi. A fost prima lucrare de acest gen în literatura din RSS Moldovenească. În următorii ani, Gromov activează în genul povestirii fantastice și științifico-artistice, publicând lucrările: „Lăstarii răzbat primăvara” (1959), „O vacanță în cosmos” (Каникулы в космосе) și „Cheița fermecată” (1962), „În ospeție la vrăjitori” și „Unul pentru toți” (1963), „Ștefan de pe la linia 22” (1965).
În anii 1966-1995 colaborează cu ziarele și revistele „Moldova”, „Literatura și arta”, „Columna”, „Noi”, etc., promovează corectitudinea limbii și a terminologiei la Televiziunea Națională și Radioul Național, unde are o serie de emisiuni printre care „Inventica” și „În lumea cuvintelor”. Tot în această perioadă semnează cărțile „Ascensiune” (1967), „Călătorii în necunoscut” (1968), „Itinerare” (1971) „Continentul enigmelor” (1980) și altele.
În ultimii ani a fost redactor-șef la revista inventatorilor și cercetătorilor „Intellectus”, un timp e redactor-șef la ziarul „Patria tânără”, colaborator al revistei de teatru și cinema „Lanterna magică” (1989-1995). 
În anul 1995 este distins cu titlul de Maestru al Literaturii, iar în anul următor i se acordă medalia „Mihai Eminescu”.
S-a stins din viață la 12 iulie 2011, la Chișinău. A fost înmormântat în Cimitirul Central.